# Markermeer
Markermeer jezero u središnjoj Nizozemskoj između Sjeverne Holandije, Flevolanda i njegovih manjih i većih susjeda, IJmeer i IJsselmeer. Površina jezera je oko 700 km2. Plitko jezero s dubinom od 3 do 5 metara, omeđeno je nasutim zemljištem na zapadu, sjeverozapadu i istoku. Nazvano je po malom nekadašnjem otoku, sada poluotoku, Marken na njegovoj zapadnoj obali.
Markermeer izvorno nije trebao ostati jezero. Nekada je bio dio Zuiderzeea, slanog ulaza u Sjeverno more, koji je pregrađen Afsluitdijkom (Zatvorni nasip) 1932. godine, pretvarajući Zuiderzee u slatkovodni IJsselmeer. Sljedećih godina vidjeli smo melioraciju velikih dijelova zemlje kao velikih poldera u golemom projektu poznatom kao Zuiderzee Works. Jedan od njih, Markerwaard, trebao je zauzeti područje sadašnjeg Markermeera.
Dio izgradnje ovog poldera bila je izgradnja Houtribdijka, također nazvanog Markerwaarddijk, dovršenog 1976., koji hidrološki dijeli IJsselmeer na dva dijela, a južni dio je Markermeer.
Zbog promjene prioriteta i sumnji u njegovu financijsku izvedivost, Markerwaard je 1980-ih odgođen na neodređeno vrijeme i Markermeer je od tada počeo samostalno postajati ekološko i rekreacijsko dobro.
Markermeer se koristi kao rezervoar slatke vode i zaštita od poplava i suša. Godine 2003. Nizozemsku je pogodila suša, a nekoliko manjih nasipa bilo je ugroženo. Voda iz Markermeera korištena je za održavanje vlažnog područja oko Amsterdama, čime su nasipi bili sigurni.
Nedavni projekt, Marker Wadden, ima za cilj stvoriti neke otoke na sjeveru jezera, s ciljem uspostavljanja mjesta za razmnožavanje morskih ptica. Otoci će biti močvarno područje, usporedivo s Waddenovim morem, ali bez značajnih plima jer Markermeer nije povezan s morem. Ovaj novi rezervat prirode biti će dostupan turistima.

## Vanjske poveznice
|  | Zajednički poslužitelj ima još gradiva o temi Markermeer |

- Markermeer ENC karta (ribolovne pomorske karte za navigaciju)
- Rijkswaterstaat :
  - Markermeer (na nizozemskom) s činjenicama, projektima, vijestima i dnevnim porukama
  - Marker Wadden (na engleskom)
  - Ciljevi i rezultati Houtribdijka - Pojačanje Houtribdijka - Video zapisi o Houtribdijku :
    - Pojačanje Houtribdijka: Gradnja s prirodom (ožujak 2019.)
    - Ojačanje Houtribdijk s pješčanim obalama: prvi put u svijetu. Ovo su videozapisi koji se mogu preuzeti, s informacijama u prijepisima.